# Новоандреевка (Покровский район)
Новоандреевка (укр. Новоандріївка) — село на Украине, находится в Покровском районе Донецкой области.
Код КОАТУУ — 1422786504. Население по переписи 2001 года составляет 65 человек. Почтовый индекс — 85373. Телефонный код — 623.

## Адрес местного совета
85373, Донецкая область, Покровский р-н, с. Срибное, ул.Дружбы, 82, тел. 5-31-2-42